# Santa Pellaia
Santa Pellaia és un poble de masies disperses del municipi de Cruïlles, Monells i Sant Sadurní de l'Heura (Baix Empordà), al massís de les Gavarres.  
Aquest poble era encara ens local independent el 1800, però va ser incorporat el terme de Cruïlles el 1846, juntament amb Sant Cebrià de Lledó i Sant Cebrià dels Alls. El 1974 el municipi de Cruïlles es va fusionar amb els de Monells i Sant Sadurní de l'Heura per conformar l'actual.
L'església parroquial té un origen romànic. Ha estat objecte de moltes reformes i ha arribat als nostres dies en molt bon estat sobretot gràcies a l'esforç dels veïns. El primer esment escrit del lloc i de l'església data del 1064.